# پشتون‌های کشمیر
پَشتون‌های کِشمیر (که با نام‌های پَتان‌های کشمیری یا افغان‌های کشمیری نیز شناخته می‌شوند)، پشتون‌هایی هستند که در ایالت جامو و کشمیر هند زندگی می‌کنند. آن‌ها ممکن است هنوز به سنت‌های پشتونوالی پایبند باشند و زبان پشتو را به عنوان زبان مادری خود صحبت کنند. تعداد زیادی از مردم در کشمیر ادعا می‌کنند که اجداد آن‌ها پشتون‌هایی بوده‌اند که در زمان حکومت افغان‌ها به این منطقه مهاجرت کرده‌اند. تخمین زده می‌شود که بیش از صد هزار پشتون در کشمیر زندگی می‌کنند. بسیاری از آن‌ها فرهنگ کشمیری را پذیرفته‌اند و زبان کشمیری را به عنوان زبان دوم خود صحبت می‌کنند، اما برخی همچنان به سنت‌ها و زبان پشتو پایبند هستند. این پشتون‌ها عمدتاً در گاندربل، اننتناگ، کیشتوار، بارامولا و کپواره ساکن هستند.
در منطقه "آزاد جامو و کشمیر" تحت مدیریت پاکستان، چندین اجتماع پشتون متعلق به قبایلی مانند یوسف زی و افریدی وجود دارد که در طول قرن های گذشته به این منطقه مهاجرت کرده اند. آنها زبان های محلی پاهاری و هندکو را پذیرفته اند، اما تعداد قابل توجهی از آنها هنوز زبان پشتو را حفظ کرده اند. همچنین قبیله سُدھن وجود دارد که در بخش پونچ متمرکز است، که ادعا می‌کنند تبار پشتون هستند و ظاهراً متعلق به قبیله سدوزی(شاخه از دُرانی پوپلزی) هستند. سنت شفاهی بیان می‌کند که آنها چند قرن پیش در منطقه ساکن شده‌اند. آنها پشتو صحبت نمی کنند، در عوض به لهجه ای از زبان محلی پاهاری صحبت می کنند.[3]

## پیشینه
شمار زیادی از پشتون‌ها در ایالت جامو و کشمیر هند زندگی می‌کنند و به زبان پشتو صحبت می‌کنند. اگرچه تعداد دقیق آن‌ها مشخص نیست، اما تخمین زده می‌شود که بیش از صد هزار نفر باشند. بسیاری از این پشتون‌ها در سال ۱۹۵۴ تابعیت هند را دریافت کردند. آن‌ها در سراسر کشمیر پراکنده‌اند، اما بیشتر در جنوب غربی دره کشمیر زندگی می‌کنند. برخی از آن‌ها هنوز به سنت‌های قدیمی خود پایبند هستند و لباس‌های سنتی می‌پوشند و شمشیر و سپر حمل می‌کنند. پشتون‌های کشمیر عمدتاً در زمان حکومت افغان‌ها به این منطقه آمدند، اما برخی نیز توسط حاکمان محلی برای خدمت در مرز آورده شدند. آن‌ها در مناطق مختلف جامو و کشمیر زندگی می‌کنند و برخی از آن‌ها علاوه بر پشتو به زبان‌های دیگر مانند دوگری نیز صحبت می‌کنند.
امروزه جرگه‌ها به‌طور مکرر برگزار می‌شوند. کسانی که در دره کشمیر ساکن هستند و زندگی می‌کنند به زبان پشتو صحبت می‌کنند و عمدتاً در جنوب غربی دره یافت می‌شوند، جایی که مستعمرات پشتون‌ها هر از گاهی تأسیس شده‌اند. جالب‌ترین آنها کوکی خیل آفریدی‌های درمگهایهاما هستند که تمام آداب و رسوم قدیمی را حفظ کرده‌اند و به زبان پشتو صحبت می‌کنند. آنها لباس‌های رنگارنگ می‌پوشند و شمشیر و سپر حمل می‌کنند. آفریدی‌ها و ماچی‌پوری‌ها که متعلق به قبیله یوسف‌زی هستند، در ازای نگهداری برخی روستاها بدون درآمد، مشمول خدمت سربازی می‌شوند. چند خانواده در شهر سرینگر، پایتخت، وجود دارند که ادعا می‌کنند ریشه آنها به قبایل یوسف‌زی و اچکزی برمی‌گردد. پشتون‌ها عمدتاً در زمان حکومت افغانستانی‌ها آمدند، اما بسیاری از آنها توسط مهاراجه گلاب سینگ تحت حکومت مردم دوگرا برای خدمت در مرز آورده شدند و اکنون عمدتاً در منطقه جنوب غربی جامو یافت می‌شوند. همچنین تعداد زیادی از کوچی‌های افغانستان در شمال و جنوب ایالت جامو و کشمیر زندگی می‌کنند.
در جامو آنها معمولاً در بخش پونچ (هند) و بخش جمو ساکن هستند که به زبان دوگری (گویشی از زبان پنجابی) همراه با زبان پشتو صحبت می‌کنند. در حالی که در مناطق بخش باندی پوره و بخش بارامولا در شمال و مناطق بخش گاندربل در جنوب کشمیر زندگی می‌کنند.
زبان پشتو در دو روستای دهاکی و چانگنار (چکنوت) که در خط کنترل در بخش کپواره در شمال جامو و کشمیر واقع شده‌اند نیز صحبت می‌شود. در پاسخ به درخواست جامعه پشتون ساکن در این ایالت، تلویزیون کشیر اخیراً مجموعه‌ای از برنامه‌های زبان پشتو را راه‌اندازی کرده است.
اخیراً تلویزیون کشمیر در پاسخ به درخواست جامعه پشتون، برنامه‌هایی به زبان پشتو پخش می‌کند.
برخی خانواده‌های انفرادی پوپل‌زایی و اچکزی پشتون در سرینگر که ریشه‌هایشان به کابل و قندهار می‌رسد، شناخته شده هستند. بسیاری از افغانستانی‌ها/ پشتون‌های پشتوزبان نیز به‌طور قابل توجهی در نیروی زمینی هند و پلیس جامو و کشمیر یافت می‌شوند.
تعداد کمی از مردم می‌دانند که محمد نجیب‌الله، رئیس‌جمهور افغانستان، در مدرسه سنت جوزف (برامولا) تحصیل کرده است.
جمعیت کوچک و پراکنده پشتون هنوز در برخی از شهرهای بزرگ هند با جمعیت مسلمان زیاد وجود دارد که اکثریت این افراد پشتوزبان در دولت هند یعنی بنگال غربی و آسام ساکن هستند. جمعیت زیادی از پشتون‌ها وجود دارند که به قبایل غل‌زایی، یوسف‌زی، خروتی، آفریدی، شینواری و درانی تعلق دارند و زبان‌های محلی مناطق مربوطه خود را به عنوان زبان دوم خود پذیرفته‌اند. این پتان‌ها که تعدادشان حدود ۱۴۱۶۱ نفر است، استفاده از زبان پشتو را حفظ کرده‌اند و هنوز هم می‌توانند به آن صحبت کنند و آن را بفهمند.
در کنار پتان‌های پشتوزبان، گروه‌هایی از کسانی نیز وجود دارند که کاملاً با فرهنگ‌های محلی آمیخته شده‌اند و برخی از آنها به طبقات بالای فرهنگی تعلق دارند.
در ژوئیه ۱۹۵۴ (اندکی پس از تقسیم هند، حدود ۱۰۰ هزار نفر از قبایل پشتون ساکن در ایالت جامو و کشمیر که قبلاً تابعیتی نداشتند، عملاً تحت قانون تابعیت هند قرار گرفتند. طبق گزارش «روزنامه هندو»، این مراسم توسط بکشی غلام محمد، نخست‌وزیر جامو و کشمیر در روستای گوتلی‌باغ در نزدیکی سرینگر برگزار شد که طی آن گواهینامه‌های شهروندی به صورت دسته‌ای ارائه شد. نخست‌وزیر به دلیل «نقش جامعه پشتون در جنبش استقلال‌طلبی هند» و همچنین به رهبران ملی‌گرای پشتون مانند خان عبدالغفار خان ادای احترام کرد.